# Вандерслеб-Патциг, Луиза
Луиза Вандерслеб-Патциг (нем. Luise Wandersleb-Patzig, в юности Лулу Вандерслеб; 15 октября 1846, Гота — 31 января 1901, Гота) — немецкая виолончелистка и музыкальный педагог. Дочь Адольфа Вандерслеба. По материнской линии правнучка филолога Фридриха Якобса.
Начала учиться музыке у своего отца, затем занималась в Дрездене под руководством Фридриха Грюцмахера. Дебютировала в 1866 г. в Мюльхаузене, но известностью начала пользоваться уже в 1870-е гг., когда, в частности, выступила в 1875 г. как солистка с лейпцигским Оркестром Гевандхауса (вторая виолончелистка в истории, удостоенная этой чести, — после Лизы Кристиани). В 1876 г. гастролировала в Швейцарии. В 1878 г. вышла замуж за своего аккомпаниатора, пианиста Альфреда Патцига, в 1879 г. предприняла масштабное нидерландское турне вместе с ним и скрипачом Карлом Вентом (16 концертов в 12 городах). На протяжении 1880—1890-х гг. продолжала концертировать в своём родном городе, а также преподавала в консерватории, основанной в 1881 году её мужем; среди её учеников, в частности, Хуго Шлемюллер.
Из шестерых детей в семье Патциг четверо стали музыкантами, наиболее известна Мария Патциг (1880—1970), скрипачка и музыкальный педагог в Эссене.